# 江戸川女子中学校・高等学校
江戸川女子中学校・高等学校（えどがわじょしちゅうがっこう・こうとうがっこう）は、東京都江戸川区東小岩五丁目に所在し、中高一貫教育を提供する私立女子中学校・高等学校。通称「江戸女（えどじょ）」。
高等学校において、中学校から入学した内部進学の生徒と高等学校から入学した外部進学の生徒との間では、第2学年から混合してクラスを編成する併設混合型中高一貫校。

## 概要
1931年、松岡キンにより東京府南葛飾郡小岩町に城東高等家政女学校として設立。「教養ある堅実な女性の育成」を建学の精神として、誠実・明朗・喜働の3つの柱に、『自立できる人』を最終目標として教育を実践してきた。
中学校では国際コースを（2021年度～）、高等学校では国際コース（中入生のみ）・英語科を設置している。英語科については、2025年度より国際英語科となる。
2021年度まで65分×5コマ授業を実施していた。2022年度から、教育の向上のために45分×7コマ授業の実施を開始している。
特徴としてイマージョン教育がある。
設置者である学校法人江戸川学園が設置する大学に江戸川大学があるが、江戸川女子高等学校からの進学者は、ほとんどいない。
なお、姉妹校には江戸川学園取手中学校・高等学校がある。

## 交通
- JR総武線小岩駅より徒歩10分（サンロード経由）
- 京成線江戸川駅より徒歩15分
- 京成バス小55 ｢南小岩八丁目｣下車[2]

## 校則（略）
校則は基本中高同様である。
【髪型】
- 肩につく長さの頭髪は結ぶ。ヘアゴムやヘアピンは黒・紺・茶の飾りのないもの。お団子・編み込み・高いポニーテール禁止の校則は2025年度より廃止となった。
- パーマ、染髪は禁止。整髪料や家庭でのアイロンについては明記されていない。

【制服】
- 6～9月を夏服期間、11~5月を冬服期間とし、5月と10月は合服期間とする。
- 着崩しは禁止。ブレザーの前ボタンは閉める。
- スカート丈は中学が膝頭中間、高校は膝頭が出る程度。

【その他】
- スマホは朝のSHRで預け、帰りのSHRで返却する。登下校中は緊急時や連絡用、学習関係用のみ使用可。校内では使用禁止。
- 日焼け止め、ハンドクリーム、リップ(色なし)は許可。
- 芸能活動禁止。

## 部活動

### 運動部
- 卓球
- バレー
- ソフト
- バスケットボール
- ソフトテニス
- 陸上
- バトン
- バドミントン
- 剣道
- モダンダンス
- サッカー

34の部・同好会・愛好会がある（2025年度現在）。

### 文化部
- 放送
- 演劇
- 音楽
- 美術
- 書道
- 吹奏楽
- マンドリンギター
- 弦楽

同好会・愛好会
- 箏曲
- 茶道
- 写真
- 英語
- ハンドクラフト
- イラスト
- パソコン
- ガーデニング
- 文芸
- 家庭科
- 理科
- 華道
- クイズ
- 競技かるた
- 歴史

## 制服
2022年度入学生より新制服となった。
- 冬服中学：ノーカラージャケットスタイルの濃紺ブレザー。紫を基調としたチェックのスカートにセーラー風のブラウス、グレーのセーター/ベスト、えんじ色のリボン、紺色のハイソックスもしくはクルー丈ソックス（2025年度よりくるぶし丈もあり）。スラックス・黒タイツも着用可。
- 冬服高校：中学と同様のブレザー。紫を基調としたチェック柄のスカートだが、中学よりもチェック柄の幅が広くなっている。水色を基調としたブラウス、グレーのセーター/ベスト、紺色にえんじ・白色のストライプが入ったネクタイ、紺色のハイソックスもしくはくるぶし丈ソックス。スラックス・黒タイツも着用可。
- 夏服中学：冬服と同様のデザインのブラウスとスカート。透けにくく涼しい素材となっている。えんじ色のリボン、くるぶし丈の紺ソックス。スラックス・ポロシャツも着用可。ポロシャツは中高共通で紺色と水色の2種類から選択可。
- 夏服高校：冬服と同様のデザインのブラウスとスカート。透けにくく涼しい素材となっている。紺色のネクタイ、くるぶし丈のソックス。スラックス・ポロシャツも着用可。

戦前、終戦直後は制服がハートのセーラーカラーのセーラー服であった。戦後の1953年、中学・高校の冬服にダブルのピークドラペル、くるみボタンのブレザー、夏服にブレザーを脱いだワイシャツ、スカート、リボン形が制定され、続く1960年、中学・高校の夏服に身頃もセーラーカラーも白いセーラー服が制定される。この夏服は、某所の制服コンテストで優勝するが、理由が「生地の透過性に優れている」という理由であって、生徒からもマイナーチェンジを望む声が上がった。1983年（昭和58年）に、生地を厚くして、ダサいと言われていた、ポケットの「江」の刺繍を取り、胸当てを付けて「Ｅ」を刺繍するマイナーチェンジを行った。
1987年、中学再開のときに、中学校だけが膝丈のタータンチェックのスカートを導入して、中学校と高校の校則が、まるで違うことに高校生から不満が出て、結果、卒業アルバムの個人写真を撮り終わった後の5月に高校の校則の禁止事項（例、ポニーテール禁止、バレッタ禁止など）が、かなり解除された。高校の冬服も、この年に在校生を集めて、3点のモデルチェンジ案と、「キツく見えるピークドラペル」や、「ボタンが高い位置にある寸胴」を守るか、投票が行われた結果、中学校と同じタータンチェックのブレザー案が採用された。同時に、高校の夏服も、スカート丈が、それまでの床上35cmから、中学校と高校の新しい冬服と同じ膝丈に上げられた。

## 沿革
- 1931年 - 松岡キンが東京府南葛飾郡小岩町に城東高等家政女学校を開校。
- 1932年 - 城東高等家政女学校を江戸川高等家政女学校と改称。
- 1944年 - 財団法人江戸川女子商業学校を設立。
- 1945年 - 江戸川高等家政女学校を廃止。
- 1946年 - 財団法人江戸川女子商業学校を財団法人江戸川高等女学校と改称。
- 1948年 - 新学制による江戸川女子高等学校創立。
- 1949年 - 学制の改革に伴い、江戸川高等女学校廃止。
- 1951年 - 財団法人江戸川女子高等学校を学校法人江戸川学園に組織変更。
- 1966年 - 大講堂・体育館竣工。
- 1986年 - 英語科開設。
- 1987年 - 江戸川女子中学校を名称変更し再開校。
- 1994年 - 二期制、週6日制を導入。
- 1998年 - 新校舎竣工。
- 2007年 - 新館竣工。
- 2021年 - 中学国際コース開設。
- 2022年 - 西館竣工。
- 2025年 - 英語科が国際英語科へと変更。

## 主な出身者
- 山下莉奈 - グラビアアイドル（山下智久の妹）。芸能活動のため、堀越高等学校へ転校。
- 榎本麗美 - フリーアナウンサー、元西日本放送アナウンサー
- 関口佐智子 - 柔道家
- 久永れいは - 女優
- 細谷めぐみ - 九州朝日放送アナウンサー
- 湯浅知里 - フリーアナウンサー、元さくらんぼテレビジョン・テレビ北海道アナウンサー
- ルーキタエ - タレント、DJ、あやまんJAPANの元メンバー
- 宮本麗美 - テレビ岩手アナウンサー
- 澪乃桜季 - 宝塚歌劇団星組娘役

## 系列校
- 江戸川大学
- 江戸川学園おおたかの森専門学校
- 江戸川学園取手中学校・高等学校
- 江戸川学園取手小学校